# Microsoft Web Platform Installer
Inicialmente lanzado el 21 de enero de 2009, Microsoft Web Platform Installer (Web PI) es una herramienta gratuita y simple que automatiza la instalacción de toda la Plataforma Web de Microsoft incluyendo:
- IIS
- Visual Web Developer 2010 Express Edition
- SQL Server 2008 Express Edition
- Microsoft .NET Framework
- Herramientas Silverlight para Visual Studio
- PHP
- entre otros.

La versión 2.0 final de este software, liberada el 24 de septiembre de 2009, añade la posibilidad de automatizar la instalación de software de terceros, como pueden ser:
- WordPress
- Umbraco
- Drupal
- Joomla
- Orchard
- entre otros.

Además, las opciones de Web PI 2.0 se actualizan de forma dinámica con los servidores de Microsoft, permitiendo actualizar el software sin necesidad de descargar nuevas versiones del software de Web PI.
El 7 de julio de 2010, Microsoft anunció Web PI 3, el cual incluye la versión beta de WebMatrix, un nuevo conjunto de herramientas integradas para el desarrollo web. WebMatrix sólo está disponibel a través de Web PI 3. Web PI 3 incluye herramientas adicionales para el desarrollo web, como por ejemplo IIS Developer Express, SQL Server Compact y varias aplicaciones web open source como DotNetNuke, Umbraco, WordPress y Joomla.
Los sistemas operativos soportados son Windows 7, Windows Vista SP1+, Windows XP SP3+, Windows Server 2003 SP2+, Windows Server 2008 y Windows Server 2008 R2.
Soporta arquitecturas de x86 y 64-bit.
Web PI puede descargarse desde la página de Microsoft Web Platform en www.microsoft.com/web.